# Li Wei (acteur)
Li Wei (李纬), né Li Zhiyuan (李志远) à Shijiazhuang le 25 octobre 1919 et mort à Shanghai le 21 août 2005 , est un acteur chinois.

## Biographie
Li Wei, en plus de son métier d'acteur, a également réalisé deux films.

## Filmographie
- 1948 : Printemps dans une petite ville (en chinois : 小城之春, en pinyin : Xiǎochéng zhī chūn) de Fei Mu
- 1990 : Ju Dou de Zhang Yimou : Yang Jin-Shan, le vieux mari qui achète une femme (jouée par Gong Li)[2]